# Trấn Thành
Huỳnh Trấn Thành (sinh ngày 5 tháng 2 năm 1987), thường được biết đến với nghệ danh Trấn Thành, là một nam diễn viên, nghệ sĩ hài, người dẫn chương trình truyền hình, doanh nhân kiêm nhà làm phim người Việt Nam. Anh bắt đầu sự nghiệp và thành công với vai trò người dẫn chương trình sau khi đoạt giải ba cuộc thi Én Vàng 2006. Được đánh giá là một trong những diễn viên Việt Nam xuất sắc nhất trong thế hệ của mình, sáu bộ phim mà anh tham gia nằm trong số những phim có doanh thu cao nhất lịch sử Việt Nam, tất cả đều đạt trên 100 tỷ VND. 
Ngoài sự nghiệp diễn xuất, Trấn Thành còn chuyển hướng sang làm phim. Các tác phẩm do anh thực hiện gồm Bố già (2021), Nhà bà Nữ (2023), Mai (2024), và Bộ tứ báo thủ (2025) đều nằm trong top 5 phim Việt có doanh thu cao nhất, trong đó Mai là phim điện ảnh có doanh thu cao nhất Việt Nam với doanh thu hơn 551 tỷ VND. Xuyên suốt sự nghiệp của mình, anh đã nhận được một số giải thưởng cao quý.

## Tiểu sử
Trấn Thành sinh ra và lớn lên tại Thành phố Hồ Chí Minh, có cha là người gốc Hoa đến từ Quảng Đông và mẹ là người Tiền Giang. Ngoài tiếng Việt, anh còn có thể nói tiếng Anh, tiếng Quảng Đông và Quan thoại. Trấn Thành từng theo học khoa diễn viên Đại học Sân khấu - Điện ảnh.

## Sự nghiệp
Trấn Thành có khả năng nhái giọng người khác, có thể giả giọng hát, giọng nói của các ca sĩ Lam Trường, Ngọc Sơn, Duy Mạnh, Thanh Lam, Hồng Ngọc, các nghệ sĩ Việt Anh, Thành Lộc, Việt Hương, Phi Thanh Vân, Minh Nhí, Trung Dân và Lệ Thủy. Cũng nhờ có tài nhái giọng nên Trấn Thành dễ dàng hơn trong việc trở thành diễn viên lồng tiếng. Anh đã lồng tiếng cho phim hoạt hình Sóc chuột siêu quậy 3, Madagascar 3: Thần tượng châu Âu, Kẻ trộm mặt trăng 2 và Turbo: Tay đua siêu tốc.
Anh từng đoạt giải 3 cuộc thi Người dẫn chương trình truyền hình năm 2006. Anh thể hiện sự linh hoạt, hài hước trong cách dẫn những chương trình như: Cứ nói đi (chương trình dành cho những người nước ngoài học tiếng Việt), Cầu vồng nghệ thuật, Thử thách cùng bước nhảy, Gala Cười 2011 hay Liveshow Quang Lê: Hát trên quê hương.
Xuyên suốt sự nghiệp của mình, Trấn Thành được đánh giá là một nghệ sĩ đa tài trong nhiều lĩnh vực.

## Đời tư
Trấn Thành đã từng có mối tình cùng Mai Hồ. Ngày 25 tháng 12 năm 2016, Trấn Thành kết hôn với nữ ca sĩ mang hai dòng máu Việt-Hàn Hari Won tại Trung tâm Hội nghị Gem Center, Thành phố Hồ Chí Minh. Anh có hai người em gái tên Huỳnh Trinh Mi và Huỳnh Uyển Ân, trong đó Uyển Ân cũng trở thành một diễn viên như anh sau khi cô tham gia đóng chính trong phim Nhà bà Nữ.

## Danh sách đĩa nhạc

### Đĩa đơn
- Ý nghĩa của hoa hồng
- Vua mì gói
- Rap Huế
- Can't take my eyes of you
- Đừng thương tôi
- Romeo và Juliet
- Chỉ anh hiểu em
- Bạc tình
- Sa mưa giông
- Bài ca kiệu ôm
- Lại gần hôn em
- Không cảm xúc
- Cánh hồng phai
- Mùa Noel xưa (hát với Hoàng Châu)
- Chỉ có đôi ta (ft. Đoan Trang)
- Lý 10 thương (ft. Đoan Trang)
- Giận anh (ft. Đoan Trang)
- Belle - Con chim non trong chiếc lồng son (ft. Đoan Trang)
- Bay trên niềm mơ ước (ft. Isaac)
- Rap tiền nhà (ft. Isaac)
- Ký túc xá 10 sao (ft. Isaac)
- Khát vọng tân sinh viên (ft. Isaac)
- Phải chăng tình yêu là vực sâu (ft.  Lý Hải)
- Phút biệt ly (ft. Lý Hải & Hoàng Châu)
- Hạnh phúc thoáng qua (ft. Noo Phước Thịnh)
- Yêu anh! Em dám không? (ft.  Miu Lê & Đan Trường)
- Thật bất ngờ (ft.  Trúc Nhân)
- Thua một người dưng (ft. Dương Ngọc Thái)
- Đêm cô đơn (hát với Hari Won)
- Từ giây phút đầu (hát với Hari Won)
- Thiên tình mộng (ft. Hari Won)
- Nói chia tay thật khó (ft. Thùy Chi, ViruSs)
- Tết sát nách rồi
- Buông tay nhau thôi (ft. Lương Bích Hữu)

### Biểu diễn
- Cánh hồng phai (Paris By Night 117 - Vườn hoa âm nhạc 2016)

## Tranh cãi và sự cố

### Nói đùa phản cảm
Trong đêm bán kết 5 của chương trình Tìm kiếm tài năng: Vietnam's Got Talent được truyền hình trực tiếp tối ngày 8 tháng 4 năm 2016, khi được MC Diệp Lâm Anh mời lựa chọn đội đi tiếp, Trấn Thành đọc nhầm cụm từ "dàn nhạc giao hưởng hợp xướng" thành cụm từ "giao hợp hưởng sướng". Sau khi phát hiện nói sai, Trấn Thành tỏ ra hốt hoảng sửa lại câu nói của mình đến 2 lần và vui vẻ "đổ lỗi" vì nhóm thí sinh này khiến cho anh bối rối.
Tháng 5 năm 2016, Trấn Thành bị Sở Văn hóa - Thông tin Thành phố Hồ Chí Minh xử phạt 32,5 triệu đồng sau khi tham gia vở hài kịch Tô Ánh Nguyệt Remix (phóng tác từ vở cải lương Tô Ánh Nguyệt của soạn giả Trần Hữu Trang) trong chương trình Paris By Night 116. Vở hài kịch này khiến nhiều khán giả và nghệ sĩ phẫn nộ vì chứa nhiều lời lẽ và hành vi dung tục.
Tháng 4 năm 2017, Trấn Thành bị 'cấm sóng' trên Đài Truyền hình Vĩnh Long do cách đào tạo, phong cách thể hiện và cách phát ngôn không thích hợp của mình.

### Nghi ngờ sử dụng chất kích thích
Tháng 6 năm 2020, Trấn Thành bị 2 tài khoản Facebook (Lê Thị Mỹ Hồng cùng Jessie Nam) tung tin đồn cho rằng nam nghệ sĩ đã sử dụng chất kích thích cùng với họ ở tại 1 quán bar, sau đó hình ảnh của anh bị phát tán rầm rộ trên không gian mạng. Anh đã có buổi đối chất tại nhà riêng cùng với luật sư của mình để làm sáng tỏ thực hư.

### Phát ngôn gây hiểu lầm
Năm 2020, Trấn Thành làm MC cho chương trình đình đám Rap Việt, tuy nhiên anh vướng phải tranh cãi. Nhiều khán giả cho rằng Trấn Thành đã đi quá giới hạn của một người dẫn chương trình ở sân chơi này khi anh liên tục đưa ra những nhận xét về phần trình diễn của thí sinh như một thành viên ban giám khảo.
Trong một bài phỏng vấn Trấn Thành có phát ngôn gây tranh cãi khi cho rằng những người "có vấn đề về tâm lý" mới tìm xem phim "Bố Già" của mình. Phát ngôn của Trấn Thành gây nhiều ý kiến trái chiều. Một bộ phận khán giả không đồng tình với cách Trấn Thành dùng từ 'vấn đề tâm lý'. Bởi theo họ, không phải ai xem phim cũng gặp khúc mắc với gia đình, cha mẹ.
Trên các trang mạng xã hội, netizen bùng nổ tranh cãi chuyện Trấn Thành không có bất kỳ động thái nào để ủng hộ cho phim của Lý Hải giữa thời thời điểm Lật Mặt: 48H ra mắt ra mắt mà thay vào đó lại PR phim nước ngoài. Nửa ngày sau vụ lùm xùm này, trên mạng xã hội, netizen đã lan truyền đoạn tin nhắn được cho là của Trấn Thành và Lý Hải. Cụ thể Trấn Thành có vẻ như đã nhắn tin giải thích và chúc Lật Mặt: 48H và nhận lại một đoạn tin nhắn phản hồi rất dài từ đàn anh.

### Lùm xùm liên quan đến hoạt động thiện nguyện
Tháng 9 năm 2021, Trấn Thành vướng phải lùm xùm việc quyên góp tiền kêu gọi từ thiện bão lũ cho miền Trung từ năm 2020, bị bà Nguyễn Phương Hằng gọi là Trấn Lột và liệt vào danh sách Tứ đại danh lũ. Sau đó, anh liên tục bị VTV, VTC và báo Công an Nhân dân nhắc tên vì bị nghi ngờ chưa minh bạch trong quá trình giải ngân.
Tháng 10 năm 2021, Cục Cảnh sát hình sự (Bộ Công an) đã yêu cầu ngân hàng rà soát, sao kê chi tiết tài khoản của Trấn Thành và nhiều nghệ sĩ khác vì thiếu minh bạch trong quá trình giải ngân tiền từ thiện. Ngày 15 tháng 10 năm 2021, Cục Cảnh sát hình sự đã mời các nghệ sĩ Trấn Thành, Thủy Tiên, Đàm Vĩnh Hưng và Đại Nghĩa lên làm việc về vấn đề quyên góp thiện nguyện. Ngày 21 tháng 01 năm 2022, Cục Cảnh sát hình sự (Bộ Công an) đã tuyên bố không khởi tố vụ án hình sự với Trấn Thành và các nghệ sĩ khác do không có dấu hiệu phạm tội

### Liên quan đến bộ phim Đất rừng phương Nam
So với nghệ sĩ Mạc Can của bộ phim truyền hình nổi tiếng Đất phương Nam, Trấn Thành bị cho là quá trẻ, khiến tạo hình nhân vật bác Ba Phi của bộ phim điện ảnh trở nên khó thuyết phục. Tính cách và những phát ngôn của Trấn Thành cũng khiến anh bị phản ứng vì sự chênh lệch về kinh nghiệm sống, phong thái thể hiện giữa nam diễn viên với nhân vật.
Trong MV nhạc phim của bộ phim điện ảnh Đất rừng phương Nam, trong khi tất cả các diễn viên tham gia và nghệ sĩ Trọng Phúc đều mặc trang phục thuần Việt, mang đặc trưng Nam Bộ, chiếc áo dài của Trấn Thành mặc bị chỉ trích vì giống trang phục của người Hoa.